# La doppia incostanza
La Doppia Incostanza è una commedia in tre atti, in prosa, di Pierre de Marivaux, messa in scena per la prima volta il 6 aprile 1723 all’Hôtel de Bourgogne dalla compagnia del Théâtre italien de Paris.

## Personaggi
- Il Principe (sotto le spoglie di un semplice ufficiale), innamorato di Silvia
- Un Signore
- Flaminia, figlia di un domestico del principe
- Lisetta, sorella di Flaminia
- Silvia, amata dal Principe e da Arlecchino
- Arlecchino, contadino, innamorato di Silvia
- Trivelin, funzionario di palazzo
- Lacché
- Varie cameriere

## La trama
Come in molte opere Marivaux, il tema è quello dell’amore contrastato e dei sotterfugi ed inganni messi in opera per farlo alla fine trionfare.  L’ambientazione è del tutto immaginaria, senza legami realistici con la società del tempo, il che consente a Marivaux di concentrarsi sulla psicologia dei personaggi e sulle sottigliezze della trama. Una giovane contadina,  Silvia, è stata rapita e viene tenuta nel palazzo del principe che è innamorato di lei, benché lei ami Arlecchino, un contadino del suo villaggio.  Prima Flaminia, una consigliera del príncipe, poi Trivelin cercano di far finire l’amore tra i due giovani: al contrario di Trivelin, Flaminia riesce a guadagnarsi la loro simpatia e fiducia. Silvia le confessa quindi che, malgrado il suo amore per Arlecchino, ella ama in segreto un ufficiale di palazzo che le ha fatto visita varie volte: ignora però che questo ufficiale è in realtà il principe in incognito. A poco a poco i due giovani si lasciano sedurre dalla vita di palazzo: Arlecchino si innamora di Flaminia e inizia a trascurare Silvia. Al principe non resta quindi che svelare la propria vera identità e tutto si conclude con due felici matrimoni.

### Atto primo
Trivelin, uno dei valletti del Palazzo, spiega a Silvia perché il Principe l’abbia fatta rapire e separare dal suo innamorato Arlecchino: il Principe vuole farsi amare da lei. Davanti alla sua collera, le promette che le farà rivedere Arlecchino (scena 1). Trivelin, esposta al Principe la reazione negativa di Silvia, propone di “rimetterla dove è stata presa”. Ma Flaminia, figlia di un funzionario del Principe e sua confidente, si impegna davanti a lui a distruggere l’amore di Silvia per Arlecchino. Questi arriva a palazzo e Flaminia suggerisce al Principe di non svelarsi ma di continuare a fingere di essere un semplice ufficiale (scena 2). Flaminia impartisce una lezione di seduzione a sua sorella Lisetta, e la induce a corteggiare Arlecchino sperando così di staccarlo da Silvia (scena 3). Trivelin, per parte sua, promette ad Arlecchino grandi vantaggi materiali se abbandonerà la sua innamorata. Arlecchino resiste e protesta per la condotta scorretta del Principe (scena 4). Lisette fallisce nel suo tentativo di seduzione di Arlecchino, che evoca con emozione la nascita del suo amore per Silvia, vera antitesi di Lisetta (scena 5). Questa riferisce al Principe e a Flaminia che però, fiduciosa nonostante tutto, promette al Principe che riuscirà nell’intento ed espone il suo piano: sarà lei stessa a sedurre Arlecchino. Chiede che i due contadini siano lasciati liberi di incontrarsi (scena 6). A causa di un malinteso sulla parola “onore”, Arlecchino prende a bastonate Trivelin (scena 7). Flaminia assiste all’incontro commovente dei due innamorati, si guadagna la loro simpatia ricordando un (inventato) amante morto che assomiglierebbe ad Arlecchino, poi invita quest’ultimo a cena mentre Silvia riceve una visita di sua madre (scena 8).

### Atto secondo
Silvia confessa a Flaminia di essere stata turbata da un ufficiale di palazzo che ha visto cinque o sei volte. Flaminia mette alla prova il suo amor proprio riferendo le maldicenze delle dame di corte su questo ufficiale (scena 1). Questi entra per salutare Silvia ma Lisetta, con modi da dama di corte, umilia Silvia davanti al Principe che la difende e caccia Lisetta (scena 2). Sempre sotto le sembianze di ufficiale, il Principe dichiara con grande delicatezza il proprio amore a Silvia, che non vi è insensibile e rimpiange il fatto che Arlecchino sia arrivato per primo. Il Principe promette di vendicare le ingiurie che la dama le ha fatto, e Flaminia riesce a convincerla ad accettare - senza impegno - il bell’abito che il Principe le offre (scena 3). Mentre Silvia esce per provare l’abito arriva Arlecchino, che racconta felice a Flaminia la sua scoperta del palazzo, i suoi equivoci e le sue gaffes. Flaminia finge di essere minacciata da Trivelin di cadere in disgrazia se favorirà ancora gli incontri dei due innamorati. Arlecchino, fiero del suo presunto potere, scaccia Trivelin e ascolta deliziato Flaminia, che lo lusinga fingendo che lui assomigli al suo amante morto (scena 4). Trivelin presenta un signore che sostiene di essere caduto in disgrazia presso il principe per aver parlato bene di Arlecchino, e chiede a quest’ultimo di intercedere a suo favore. Il signore saggia anche la gelosia di Arlecchino aggiungendo che vorrebbe far sposare Flaminia a un suo cugino, cosa che indispone immediatamente il paesano (scena 5). Silvia e Arlecchino s’incontrano una seconda volta e lasciano capire l’evoluzione dei loro sentimenti: Silvia si augura che Arlecchino diventi amico dell’ufficiale, Arlecchino spera che lei apprezzi la compagnia di Flaminia, con la quale va a cenare (scena 6). Lisette, sempre fingendosi dama di corte, viene a chiedere scusa a Silvia su ordine del Principe, ma si mostra ancora insolente, dice di essere gelosa perché infatuata del Principe e sfida Silvia solleticandone la vanità. Flaminia consola Silvia e la lusinga, facendole capire che Arlecchino non è alla sua altezza e proponendole di sbarazzarsene mettendosi lei al suo posto (scena 8). Nuovo tête-à-tête tra l’ufficiale e Silvia, che confessa di essere pronta ad amarlo ma si dice imbarazzata per Arlecchino e per il Principe: questi è ormai pronto a rivelarsi.

### Atto terzo
Il Principe confida a Flaminia quanto piacere gli dia l’amore di Silvia, benché questa non si sia ancora del tutto dichiarata. Flaminia lo rassicura sull’efficacia del piano, certa com’è di essere amata da Arlecchino per il quale riconosce di avere un certo trasporto. (scena 1) Arlecchino detta a Trivelin una lettera per il segretario di Stato, in cui sono contenute le sue condizioni per restare a palazzo. Esige di poter far venire suo padre, di sposare Silvia e di vivere in compagnia di Flaminia “che non mi vuole lasciare”. Per mettere alla prova la gelosia di Arlecchino, Trivelin confessa di amare segretamente Flaminia da due anni: questo gli costa le bastonate di Arlecchino (scena 2). Quest’ultimo, inquieto, interroga Flaminia sui suoi sentimenti e apprende con sollievo che lei non ha alcun amante, e le assicura di amarla tanto quanto Silvia (scena 3). A questo punto riappare il Signore del secondo atto, che porta dei diplomi di nobiltà che il Principe concede ad Arlecchino, il quale non li accetta se non dopo una discussione sull’onore dei nobili (scena 4). Il Principe si rivela ad Arlecchino e lo prega di lasciargli Silvia promettendogli in cambio tutto quello che vorrà, ma Arlecchino gli rinfaccia l’ingiustizia della sua azione; al Principe non resta che appellarsi al suo buon cuore, e Arlecchino si lascia intenerire, chiede di diventare il suo favorito e che a Flaminia sia concessa la libertà (scena 5). Mentre esita ancora, sopraggiunge proprio Flaminia, che lo commuove fingendo di star per essere scacciata da Palazzo e poi facendogli una dichiarazione d’amore in luogo dell’amicizia fino allora coltivata. Arlecchino rinuncia a Silvia ed è pronto a sposare Flaminia (scena 6). Partito Arlecchino, Silvia confessa a Flaminia il proprio amore per l’ufficiale, ma si preoccupa delle reazioni del Principe e di Arlecchino (scena 7). Confessa poi il proprio amore all’ufficiale, che le rivela di essere il Principe: le nozze potranno quindi aver luogo (scena 8). Ricompare Arlecchino che dichiara di aver sentito tutto: Silvia allora, con poche parole, lo lascia. Il Principe approva le sue nozze con Flaminia ricoprendo la coppia di ricchezze, e conduce silvia alla festa che ha preparato per lei.

## Interpretazioni
Nella messa in scena è notabile la differenza tra il mondo paesano e semplice di Silvia e Arlecchino e quello della corte del Principe, pieno di intrighi e finzioni. Arlecchino e Silvia sono allora semplicemente manipolati? La manipolazione è dappertutto: il Principe, tramite i suoi collaboratori come Trivelin, Flaminia e Lisetta, tenta di far cambiare i sentimenti di Silvia per Arlecchino e viceversa. Flaminia è la sola a riuscire dove falliscono invece Trivelin per la sua grossolanità e Lisetta per la sua frivolezza e vanità. Ma le interpretazioni possono essere anche diverse: Arlecchino e Silvia possono rappresentare l’arrivismo borghese travestito di innocenza, o è l’astuta Flaminia a simboleggiare le classi in ascesa? E il Principe - apparentemente benevolo - non è un grande manipolatore che osserva lo svolgersi degli eventi per penetrare le profondità dell’animo, pronto a tutto per ottenere i suoi scopi?

## Messe in scena
- 1978 Teatro Franco Parenti, regia di Andrée Ruth Shammah
- 2014 Comédie Francaise, regia anne Kessler

## Adattamenti
La pièce è stata oggetto di adattamenti televisivi francesi del 1968, 1982 e 1984 e 2011. La BBC lo ha prodotto con il titolo Infidelities per la serie Play of the Month, con Charlotte Rampling e Robin Askwith

## Bibliografia

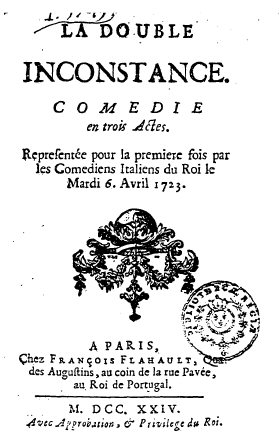
La prima edizione